# Porúbka (district de Humenné)
Pour les articles homonymes, voir Porúbka.
Porúbka est un village de Slovaquie situé dans la région de Prešov.

## Histoire
Première mention écrite du village en 1451.

## Démographie

### Évolution de la population
| Année:               | 1994. | 2004.   | 2014.   | 2024.   |
| -------------------- | ----- | ------- | ------- | ------- |
| Nombre de personnes: | 263   | 281     | 268     | 263     |
| Différence:          |       | +6,84 % | -4,62 % | -1,86 % |

| Année:               | 2023. | 2024.   |
| -------------------- | ----- | ------- |
| Nombre de personnes: | 268   | 263     |
| Différence:          |       | -1,86 % |